# Siebenbürger Kaserne
Die Siebenbürger Kaserne  wurde zwischen 1719 und 1729 von Claudius Florimund Mercy, kommandierender General des Temescher Banats, erbaut und war mit 483 Metern Länge die größte Kaserne der heute zu Rumänien gehörenden Stadt Timișoara. Zwischen 1961 und 1965 wurde sie abgetragen und an ihrer Stelle 1971 der Parcul Civic angelegt. Heute ist nur noch ein kleiner Rest der Siebenbürger Kaserne erhalten, der vom Nationaltheater Timișoara als zweite Bühne genutzt wird.

## Name
Ihren Namen erhielt die Kaserne ursprünglich nach dem benachbarten Siebenbürger Tor am östlichen Ende der Kaserne, während beispielsweise die Kaserne beim Wiener Tor entsprechend Wiener Kaserne hieß. Nach dem Österreichisch-Ungarischen Ausgleich von 1867 hieß die Anlage schließlich ungarisch Erdélyi kaszárnya beziehungsweise Erdélyi laktanya und in Folge der Teilung des Banats ab 1919 letztlich rumänisch Cazarma Transilvania beziehungsweise Cazarma Ardeleană.

## Beschreibung
Die Siebenbürger Kaserne hatte eine Länge von 483 Metern und war einstöckig. Sie bildete einen unregelmäßigen Bogen, der von der Josephs- zur Hamilton-Bastion der alten Festung reichte. Der Grundriss des Gebäudes war achtmal geknickt, dabei formten nur zwei der Ecken einen rechten Winkel. Für den Bau wurden die Grundmauern der mittelalterlichen Festung als Fundament verwendet. Die schmucklose Kaserne wurde von einer zweireihigen Fensterflucht und den Entlastungsbogen im Erdgeschoß aufgelockert. Der Torturm ragte in der Mitte der Anlage 20 Meter in die Höhe. Er war auf einem quadratischen Unterbau mit Barockgesims achteckig aufgemauert. Unterhalb des Gesimses waren vier ovale Fenster. In der Siebenbürger Kaserne konnten zehn Kompanien untergebracht werden. Sie diente auch als Proviantmagazin und erfüllte auch die Funktion eines Gefängnisses.
Die Siebenbürger Kaserne war so gebaut, dass sie in südöstlicher Richtung als Festungsmauer und in nordöstlicher Richtung als Bastion dienen sollte. Im Kasernenhof
befand sich im 18. Jahrhundert noch der Hafen der Festung. In Richtung Piața Sfântu Gheorghe war der Torturm ausgerichtet. Von der Turmspitze hatte man eine Aussicht über die gesamte Festung.